# Euxoa colata
Euxoa colata là một loài bướm đêm trong họ Noctuidae.